# If No-One Sang
If No-One Sang, Dave Dee, Dozy, Beaky, Mick and Tichs tredje album, utgivet 1968 på Fontana Records. Det här var gruppens sista LP innan Dee lämnade den ett år senare. Här finns deras största hit "The Legend of Xanadu" och en annan stor hit, "Zabadak!". Nästan alla albumspår var skrivna av gruppens managers Alan Blakley och Ken Howard (undantagen är Tim Hardins "If I Were a Carpenter", "Look at Me", och "Breakout").
Albumet återutgavs 2003 med många bonusspår.

## Låtlista
1. "If No One Sang"  (Blaikley/Howard) - 2:01
2. "Where from Where To"  (Blaikley/Howard) - 3:02
3. "I've Got a Feeling"  (Blaikley/Howard) - 2:52
4. "In a Matter of a Moment"  (Blaikley/Howard) - 2:37
5. "Mrs. Thursday"  (Davies/Dymond/Harman) - 3:44
6. "Zabadak!"  (Blaikley/Howard) - 3:46
7. "Mama Mama"  (Kaye) - 2:34
8. "If I Were I Carpenter"  (Hardin) - 2:53
9. "The Legend of Xanadu"  (Blaikley/Howard) - 3:34
10. "Look at Me"  (Morris) - 2:35
11. "The Tide Is Turning"  (Blaikley/Howard) - 3:06
12. "Breakout"  (llingworth/March) - 3:21
13. "Time to Take Off"  (Hammond) - 3:08
14. "If No One Sang"  (Blaikley/Howard) - 1:50